# Алексєєвське сільське поселення (Матвієво-Курганський район)
Алексє́євське сільське́ посе́лення — муніципальне утворення в складі Матвієво-Курганського району Ростовської області Росії. Адміністративний центр — село Алексєєвка.
За даними перепису населення 2010 року на території сільського поселення проживало 4252 особи. Частка чоловіків у населенні складала 46,5% або 1978 осіб, жінок — 53,5% або 2274 особи.

## Склад
Населені пункти, що входять до складу сільського поселення:
| №  | Назва           | Тип    | Населення (2010), ос. |
| -- | --------------- | ------ | --------------------- |
| 1  | Алексєєвка      | село   | 954                   |
| 2  | Авіло-Федорівка | хутір  | 152                   |
| 3  | Александрівка   | село   | 759                   |
| 4  | Гвардєйське     | селище | 253                   |
| 5  | Демидівка       | хутір  | 141                   |
| 6  | Кринка          | селище | 420                   |
| 7  | Надежда         | селище | 881                   |
| 8  | Підлісне        | селище | 343                   |
| 9  | Степанов        | хутір  | 154                   |
| 10 | Шапошніково     | село   | 195                   |